# 錢泮
錢泮（1493年—1555年），字鸣声（登科錄作鳴教），号云江，南直隶苏州府常熟县（今常熟市）人。明朝政治人物，官至江西左參政。

## 生平
嘉靖十三年（1534年）甲午科應天府鄉試第六十名舉人。嘉靖十四年（1535年）聯捷乙未科會試第一百八十七名，登第三甲第八十五名進士。历福建侯官县、浙江慈溪县知县，擢为刑部主事，历员外郎、郎中，出为顺庆府知府。升陕西按察司副使，所至皆有能声。累迁江西布政使司左参政，未赴，以憂歸。嘉靖三十四年（1555年）五月，在乡里与知县王鈇抵御倭寇，力战身死。朝廷追赠光禄寺卿。

## 家族
曾祖錢建，曾任義官；祖父錢諤，曾任義官；父錢鯆，母褚氏。
子錢部、郡、都、乡、廓、鄰、祁、抑、郛、却、昂。

## 延伸阅读
[在维基数据编辑]
 《明史卷二百九十》，出自《明史》
 《國朝獻徵錄·卷之八十六》，出自焦竑《國朝獻徵錄》

| 官衔          | 官衔                             | 官衔        |
| ------------- | -------------------------------- | ----------- |
| 前任： 薛應旂 | 明朝慈溪县知县 嘉靖十七年-十九年 | 繼任： 陳褎 |